# Ribeirão do Bugio
Ribeirão do Bugio är ett vattendrag i Brasilien.   Det ligger i delstaten São Paulo, i den södra delen av landet, 800 km söder om huvudstaden Brasília.
Omgivningarna runt Ribeirão do Bugio är huvudsakligen savann. Runt Ribeirão do Bugio är det mycket glesbefolkat, med 6 invånare per kvadratkilometer.